# Istarski Oštrodlaki Gonič
Istarski Oštrodlaki Gonič (tiếng Anh: Istrian Coarse-haired Hound, tiếng Croatia: istarski oštrodlaki gonič, tiếng Slovene: istrski ostrodlaki gonič)là một giống chó từ Croatia, được phát triển vào giữa thế kỷ 19 để săn bắt cáo và thỏ. Nó là một scenthound có bộ lông thô được nuôi chủ yếu như một con chó săn chứ không phải là một con vật cưng.

## Mô tả

### Ngoại hình
Istarski Oštrodlaki Gonič có thể thay đổi đáng kể về kích thước. Nặng khoảng 16–26 kg và cao 44–58 cm ở các vai.
Bộ lông của giống chó này chịu được thời tiết để săn bắn. Bộ lông phủ trên cùng dài từ 5–8 cm và có lớp lông cừu. Bộ lông là màu trắng với các mảng màu vàng và màu đen, thường là trên tai. Tai rộng và treo phẳng với đuôi cong dài phía trong.

### Tập tính
Một lần nữa, bởi vì Istarski Oštrodlaki Gonič lông thô đã được nuôi dưỡng chủ yếu để săn bắn chứ không phải là bạn đồng hành, nó có xu hướng cố ý và do đó khó khăn hơn trong việc huấn luyện hơn nhiều giống khác.

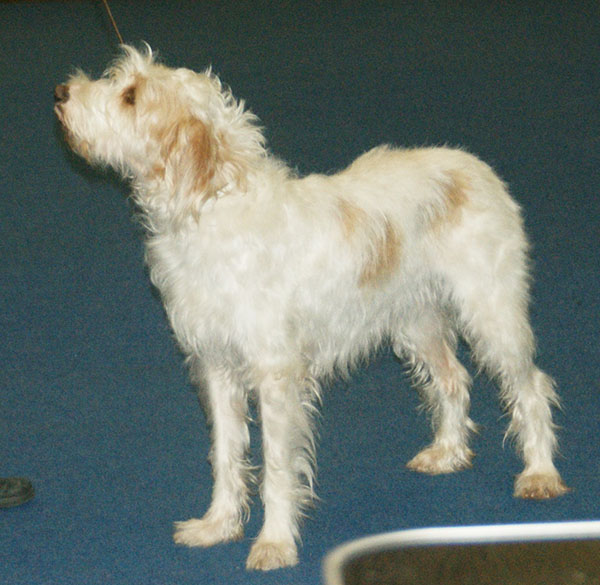
Istarski Oštrodlaki Gonič

## Lịch sử
Những người lai tạo giống Croatia và Slovenia đã tạo ra Istarski Oštrodlaki Gonič vào giữa thế kỷ 19 bằng cách lai tạo Grand Griffon Vendeen với Istarski Kratkodlaki Gonič. Loài chó này lần đầu tiên tham gia vào một chương trình biểu diễn ở Viên vào năm 1866.
Nguồn gốc của Istarski Oštrodlaki Gonič đã gây nhiều tranh cãi kể từ những năm 1960, với tuyên bố cạnh tranh từ Croatia và Slovenia. Vào năm 2003, Liên minh nghiên cứu chó quốc tế (FCI) đã công nhận giống này có nguồn gốc ở Croatia.
Giống chó này vẫn được sử dụng để săn cáo, thỏ và heo rừng.